# (471137) 2010 ET65
(471137) 2010 ET65 ist ein großes transneptunisches Objekt im Kuipergürtel, das bahndynamisch als Scattered Disk Object (SDO) eingestuft wird. Aufgrund seiner Größe ist der Asteroid ein Zwergplanetenkandidat.

## Entdeckung
2010 ET65 wurde am 13. März 2010 von Dave Rabinowitz und Suzanne Tourtellotte am La-Silla-Observatorium (Chile) der Europäischen Südsternwarte entdeckt. Die Entdeckung wurde am 28. Februar 2011 bekanntgegeben.
Nach seiner Entdeckung ließ sich 2010 ET65 auf Fotos bis zum 7. Februar 2002, die im Rahmen des Near-Earth-Asteroid-Tracking-Programmes am Palomar-Observatorium (Kalifornien) gemacht wurden, zurückgehend identifizieren und so seinen Beobachtungszeitraum um acht Jahre verlängern, um so seine Umlaufbahn genauer zu berechnen. Im April 2017 lagen insgesamt 239 Beobachtungen über einen Zeitraum von 14 Jahren vor. Die bisher letzte Beobachtung wurde im Mai 2015 am Pan-STARRS-Teleskop (PS1) durchgeführt. (Stand 3. März 2019)

## Eigenschaften

### Umlaufbahn
2010 ET65 umkreist die Sonne in 494,23 Jahren auf einer stark elliptischen Umlaufbahn zwischen 39,64 AE und 85,38 AE Abstand zu deren Zentrum. Die Bahnexzentrizität beträgt 0,365, die Bahn ist 30,58° gegenüber der Ekliptik geneigt. Derzeit ist der Planetoid 39,76 AE von der Sonne entfernt. Das Perihel durchlief er das letzte Mal 2014, der nächste Periheldurchlauf dürfte also im Jahre 2508 erfolgen.
Sowohl Marc Buie (DES) als auch das Minor Planet Center klassifizieren den Planetoiden als SDO; letzteres führt ihn auch allgemein als «Distant Object» auf.

### Größe und Rotation
Derzeit wird von einem Durchmesser von 447 km ausgegangen, basierend auf einem Rückstrahlvermögen von 6 % und einer absoluten Helligkeit von 5,5 m. Ausgehend von einem Durchmesser von 447 km ergibt sich eine Gesamtoberfläche von etwa 628.000 km2. Die scheinbare Helligkeit von 2010 ET65 beträgt 21,29 m.
Da anzunehmen ist, dass sich 2010 ET65 aufgrund seiner Größe im hydrostatischen Gleichgewicht befindet und somit weitgehend rund sein muss, sollte er die Kriterien für eine Einstufung als Zwergplanet erfüllen. Mike Brown geht davon aus, dass es sich bei 2010 ET65 um möglicherweise einen Zwergplaneten handelt.
Anhand von Lichtkurvenbeobachtungen rotiert 2010 ET65 in 7 Stunden und 52,8 Minuten einmal um seine Achse. Daraus ergibt sich, dass er in einem 2010 ET65-Jahr 549799,1 Eigendrehungen („Tage“) vollführt. Dies ist allerdings noch mit einigen Unsicherheiten behaftet, da die damalige Beobachtungszeit nicht ausreichte; daher ist die Rotationsperiode möglicherweise auch ganz falsch.
| Jahr                                         | Abmessungen km | Quelle              |
| -------------------------------------------- | -------------- | ------------------- |
| 2013                                         | 401,35         | LightCurve DataBase |
| 2018                                         | 423,0          | Johnston            |
| 2018                                         | 447,0          | Brown               |
| Die präziseste Bestimmung ist fett markiert. |                |                     |